# Nyctemera luctuosa
Nyctemera luctuosa är en fjärilsart som beskrevs av Kirby 1892. Nyctemera luctuosa ingår i släktet Nyctemera och familjen björnspinnare. Inga underarter finns listade i Catalogue of Life.